# Neoregostoma cerdai
Neoregostoma cerdai är en skalbaggsart som beskrevs av Tavakilian och Peñaherrera 2007. Neoregostoma cerdai ingår i släktet Neoregostoma och familjen långhorningar. Inga underarter finns listade i Catalogue of Life.